# Christine Engel
Christine Engel (* 1. November 1946 in Schwarzach im Pongau) ist eine österreichische Slawistin und vergleichende Literaturwissenschaftlerin. Sie ist außerplanmäßige Professorin für russische Literatur und Kunst im Ruhestand an der Universität Innsbruck. 

## Beruflicher Werdegang
Christine Engel studierte an der Universität Graz Russisch und Englisch im Rahmen eines Lehramtsstudiums mit Aufenthalten in Leningrad (1971/72) und verschiedenen anderen osteuropäischen Universitäten. Seit 1974 arbeitet sie am Institut für Slawistik der Universität Innsbruck, unterbrochen durch Lehr- und Forschungstätigkeiten in Russland und Salzburg (Gastprofessur 2001/02). 1980 wurde Engel in Innsbruck mit einer Arbeit über Die ‚Entfremdete Junge Generation‘ in der sowjetischen Prosaliteratur von 1954–1967 zum Dr. phil. promoviert. Ihre Habilitationsschrift behandelte Entwicklungen im russischen Literatursystem während der Perestrojka und die Vermittlung russischsprachiger Literatur in der österreichischen Tagespresse der achtziger Jahre. Auf ihrer Grundlage wurde ihr 1994 die Lehrbefugnis als Universitätsdozentin verliehen. Seit 1997 war Engel außerplanmäßige Professorin an der Universität Innsbruck, seit 2011 ist sie im Ruhestand.

## Forschungsschwerpunkte
Ihre Forschungsschwerpunkte liegen auf der russischen Literatur und Kultur des 20. Jahrhunderts, insbesondere dem russischen Film, und deren intermedialen und interkulturellen Verbindungen. Engel arbeitet an der Universität Innsbruck an einem Forschungsprojekt, das Videos zum russischen Film erfasst, ordnet und kommentiert. Zudem übersetzt sie zeitgenössische russische Prosa.

## Auszeichnungen
Für ihre oberhalb genannten Leistungen und Verdienste wurde sie am 27. Juni 2007 mit der Puschkin-Medaille (Nr. 0353|538304) ausgezeichnet. Diese gab sie am 14. März 2022 nach der russischen Invasion in der Ukraine und aufgrund der „Desinformationskampagne“ in Russland mit einem Offenen Brief zurück.

## Werke (Auswahl)
- (Hrsg.): Geschichte des sowjetischen und russischen Films. Metzler, Stuttgart 1999 (zwei Rezensionen).
- (Hrsg. mit Birgit Menzel): Kultur und/als Übersetzung. Russisch-deutsche Beziehungen im 20. und 21. Jahrhundert. (= Ost-West-Express. Bd. 8). Frank & Timme, Berlin 2011, ISBN 978-3-86596-300-0 (Vorschau bei Google Bücher).
- Die Treppe von Odessa. Die Schlüsselszene in Eisensteins Panzerkreuzer Potemkin. In: Gerhard Paul (Hrsg.): Das Jahrhundert der Bilder. Bd. 2: 1900 bis 1949. Vandenhoeck & Ruprecht, Göttingen 2009, ISBN 978-3-525-30011-4, S. 316–323.
- „Krieg und Frieden“. 1812 bei Tolstoj und bei Dornhelm. In: Osteuropa 63 (2013), Nr. 1, S. 93–102.